# Перекрыш
Перекрыш тральной полосы или просто перекрыш — полоса зоны траления неконтактного трала или часть ширины захвата контактного трала, которая перекрывается тралом смежного или следующего корабля (летательного аппарата) для обеспечения неразрывности протраленного пространства.